# Pietro Chiarini
Pietro Chiarini (* um 1717 in Brescia; † nach 1765 in Cremona) war ein italienischer Opernkomponist.

## Leben
Von 1738 bis 1744 wirkte Chiarini in Venedig, wo mehrere seiner Opern und ein Oratorium aufgeführt wurden. Später ging er nach Cremona, wo er 1754 sein Intermezzo La donna dottoressa schrieb und aufführte. Später war er „maestro di cappella“ am Cremonenser Hof ab 1756.
Die ursprünglich Giovanni Battista Pergolesi zugeschriebene Oper Il geloso schernito stammt neueren Forschungen zufolge wahrscheinlich nicht von diesem, sondern von Chiarini.

## Werke

### Opern
- Argenide, dramma per musica; Libretto: Girolamo Alvise Giusti; 29. November 1738, Venedig, Teatro Sant’Angelo
- Arianna e Teseo, dramma per musica; Libretto: Pietro Pariati; Karneval 1739, Brescia, Teatro dell'Accademia degli Erranti
- Achille in Sciro, dramma per musica; Libretto: Pietro Metastasio; 10. Januar 1739; Venedig, Teatro Sant’Angelo
- L’Issipile, dramma per musica; Libretto: Pietro Metastasio; Karneval 1740, Brescia, Teatro dell'Accademia degli Erranti
- Artaserse, dramma per musica; Libretto: Pietro Metastasio; Karneval 1741, Verona, Teatro Filarmonico; Karneval 1742, Genua, Teatro Sant’Agostino; Karneval 1749, Cremona
- Statira, dramma per musica; Libretto: Carlo Goldoni; 10. Mai 1741, Venedig, Teatro San Samuele
- Il finto pazzo, intermezzo (zusammen mit Statira aufgeführt); Libretto: Carlo Goldoni nach La contadina astuta von Tommaso Mariani/Giovanni Battista Pergolesi; Mai 1741, Venedig, Teatro San Samuele
- Amor fa l’uomo cieco, intermezzo; Libretto: Carlo Goldoni; Karneval 1742, Genua, Teatro Sant’Agostino; weitere Aufführungen in Hamburg, Prag, Leipzig, Florenz und Dresden
- Il Ciro riconosciuto, dramma per musica; Libretto: Pietro Metastasio; Karneval 1743, Verona, Teatro Filarmonico
- I fratelli riconosciuti, dramma per musica; Libretto: Francesco Silvani; Karneval 1743, Verona, Teatro Filarmonico
- Meride e Salimunte, dramma per musica; Libretto: Apostolo Zeno; 26. Dezember 1743, Venedig, Teatro San Giovanni Crisostomo
- Alessandro nell’Indie, dramma per musica; Libretto: Pietro Metastasio; Karneval 1745, Verona, Teatro Filarmonico
- Il geloso schermito, intermezzo; Libretto: Giovanni Bertati; um den 22. Oktober 1746, Venedig, Teatro San Moisè
- La Didone abbandonata, dramma per musica; Libretto: Pietro Metastasio; 1748, Brescia, Teatro dell'Accademia degli Erranti; 1756, Cremona
- La donna dottoressa, intermezzo; 1754, Cremona
- Ezio, dramma per musica (nur die Rezitative stammen von Chiarini); Libretto: Pietro Metastasio; 1757, Cremona

### Oratorien
- Isacco figura del redentore; Libretto: Pietro Metastasio; 1742, Genua, S Filippo Neri
- Per la festività del SS Natale; Libretto: Pietro Metastasio; Weihnachten 1744, Venedig, S Maria della Fava; verloren?

### Sonstige Werke
- Se alla mia fè non credi, Arie
- Zwei Arien
- Sonata in G für Tasteninstrument
- Sonata für Orgel
- Sinfonia für zwei Violinen, Viola, zwei Oboen, zwei Hörner und Basso continuo